# Natation aux Jeux olympiques de 1896
Navigation

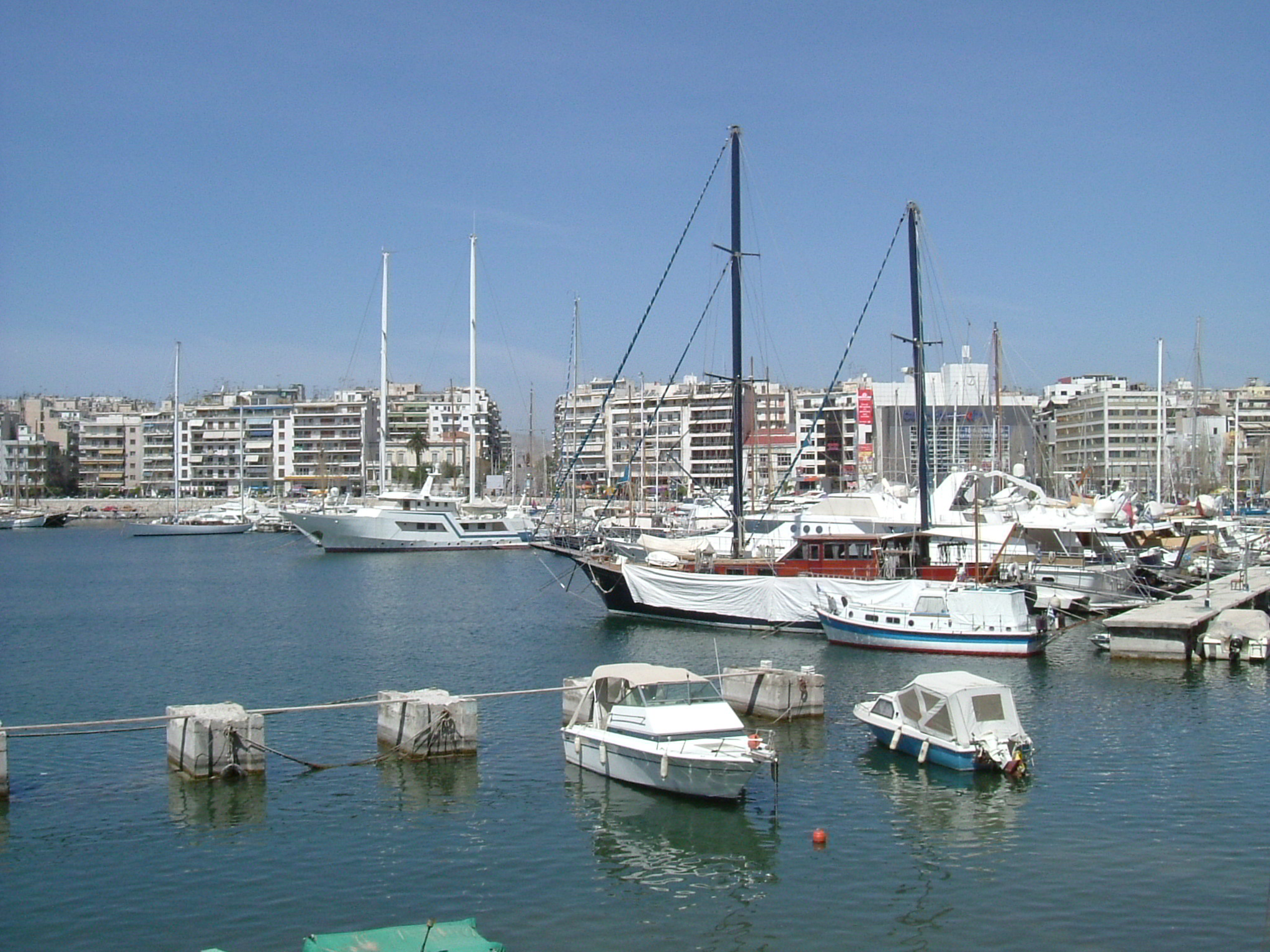
Baie de Zea

À l'occasion des Jeux olympiques de 1896, quatre épreuves de natation sont organisées le 11 avril 1896 en mer, dans la baie de Zéa, un des ports du Pirée. Les sources disponibles estiment que 19 nageurs représentant six délégations ont participé aux compétitions mais seuls 13 sont identifiés. Une majorité des participants étaient grecs, les autres étant hongrois, autrichiens ou américain.
Admis dès novembre 1894 comme sport olympique, la natation, rassemblée alors avec l'aviron et le yachting dans les sports dits nautiques, était composée de quatre épreuves dont des courses de 100 mètres ou de 500 mètres ainsi que d'un « jeu de water-polo ».

## Organisation
Après des discussions au sein du CIO entre Pierre de Coubertin, Lord Oliver Ampthill et Charles Herbert (secrétaire de l'AAA), se sont finalement quatre épreuves de course qui sont organisées : deux de 100 mètres dont une pour marins grecs, une de 500 mètres et une 1 200 mètres.
Ces épreuves sont encadrées par un sous-comité d'organisation dédié aux sports nautiques composé de huit membres et présidé par le Prince Georges de Grèce. Y figuraient également Paulos A. Damalas (secrétaire), Dimitrios Kriezis, K. Sakhtouris, Georgios Kountouriotis, Dimitrios Argyropoulos, Konstantinos Kanaris et K. Argyrakis.
Les épreuves ont lieu dans la baie de Zéa, un des trois ports du Pirée, relativement bien fermée et donc calme. Le coût déjà important de l'organisation des Jeux a poussé à utiliser cet espace naturel, afin de limiter les dépenses. Cela correspondait aussi à l'idée que Coubertin se faisait de la natation en tant que sport : non pas une distraction agréable, mais un sport utilitaire où le sportif doit affronter les éléments. La baie, assez proche d'Athènes a aussi permis la présence d'un public nombreux.
Les quatre courses se déroulèrent le samedi 11 avril 1896 devant un public estimé à 20 000 spectateurs. La température de l'eau devait se situer autour de 12-14 degrés C et la température de l'air aux alentours de 18 degrés C,. Une anecdote raconte que le seul nageur américain (Gardner Williams (en)) serait rapidement sorti de l'eau après y avoir plongé, probablement lors d'un des entraînements, la trouvant glaciale.
Les nageurs furent transportés par barque jusqu'au milieu de la baie de Zéa où ils se mirent à l'eau. La ligne de départ était matérialisée par deux bouées. Des citrouilles vidées servaient à marquer l'ensemble du parcours mais comme elles flottaient et bougeaient, le parcours était mouvant. Les concurrents nageaient vers la côte où la ligne d'arrivée était matérialisée par un drapeau rouge,.
Cependant, le public ne put qu'être déçu par l'absence de spectacle : les nageurs s'avérèrent trop loin pour bien les voir.

## Pays représentés
- Grèce : 22 inscrits, mais seulement neuf concurrents[7].
- Autriche : deux nageurs[5].
- Hongrie : deux nageurs[7],[8].
- États-Unis : un nageur[5].
- Danemark : deux inscrits, un seul concurrent[8] ; ainsi Holger Nielsen était inscrit aux épreuves de natation et à celles de tir qui se déroulaient le même jour : il choisit le tir[9].
- Suède : un nageur[8],[9].
- France : deux inscrits (Frantz Reichel et Adolphe Grisel) qui ne participèrent pas[9].

## Tableau des médailles

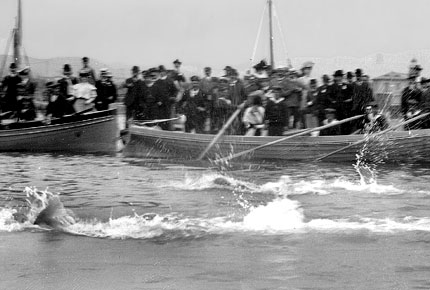
Épreuve de natation lors des Jeux olympiques d'été de 1896

| Rang  | Pays     | Médaille d'or | Médaille d'argent | Médaille de bronze | Total |
| 1     | Hongrie  | 2             | 0                 | 0                  | 2     |
| 2     | Grèce    | 1             | 3                 | 3                  | 7     |
| 3     | Autriche | 1             | 1                 | 0                  | 2     |
| Total | Total    | 4             | 4                 | 3                  | 11    |

## Podiums
Les médailles d'or, d'argent et de bronze ont été attribuées rétroactivement par le Comité international olympique. En 1896, seuls les deux premiers de chaque épreuve recevaient une récompense.
| Épreuves                     | Or                      | Argent                   | Bronze                    |
| 100 m nage libre             | Alfréd Hajós Hongrie    | Otto Herschmann Autriche | Non décernée              |
| 500 m nage libre             | Paul Neumann Autriche   | Adónios Pepanós Grèce    | Efstáthios Chorafás Grèce |
| 1 200 m nage libre           | Alfréd Hajós Hongrie    | Joannis Andreou Grèce    | Efstáthios Chorafás Grèce |
| 100 m nage libre pour marins | Ioánnis Malokínis Grèce | Spyrídon Chazápis Grèce  | Dimítrios Drívas Grèce    |

## Résultats détaillés

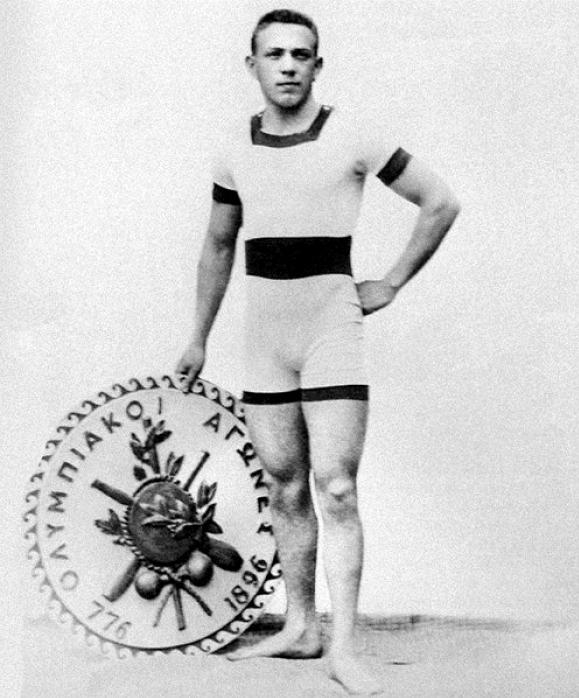
Le Hongrois Alfréd Hajós, vainqueur de deux épreuves.

### 100 mètres nage libre
Quatorze inscrits, mais seulement treize nageurs à prendre le départ (8 Grecs, 2 Hongrois, un Danois, un Suédois et un Américain),.
Lors de la remise des récompenses, ce fut le drapeau hongrois qui fut monté, par contre, ce fut l'hymne impérial (le Gott erhalte) qui fut joué puisque la Hongrie faisait alors partie de l'Autriche-Hongrie. Les spectateurs hongrois, eux, chantèrent l'hymne hongrois (Himnusz), obligeant l'orchestre à arrêter de jouer.
| Rang | Nageur                                | Pays       | Temps        |
| ---- | ------------------------------------- | ---------- | ------------ |
| 1    | Alfréd Hajós                          | Hongrie    | 1 min 22 s 2 |
| 2    | Otto Herschmann                       | Autriche   | 1 min 22 s 8 |
| 3-10 | Georgios Anninos                      | Grèce      | Inconnu      |
| 3-10 | Efstáthios Chorafás                   | Grèce      | Inconnu      |
| 3-10 | Alexandros Khrisafos                  | Grèce      | Inconnu      |
| 3-10 | Gardner Williams                      | États-Unis | Inconnu      |
| 3-10 | Quatre autres nageurs, non identifiés |            | Inconnu      |

### 500 mètres nage libre
Vingt-neuf nageurs étaient inscrits mais seuls trois prirent le départ,.
Cette course se déroula immédiatement après le 100 mètres nage libre. Les nageurs auraient dû monter immédiatement à leur sortie de l'eau (glaciale) dans un petit vapeur qui les emporterait à la sortie de la baie de Zéa, à l'entrée du golfe Saronique. Seul Efstáthios Chorafás enchaîna les deux épreuves. Hajós qui avait espéré remporter les trois épreuves renonça pour sa part. À nouveau, les concurrents nagèrent vers la côte.
| Rang | Nageur              | Pays     | Temps        |
| ---- | ------------------- | -------- | ------------ |
| 1    | Paul Neumann        | Autriche | 8 min 12 s 6 |
| 2    | Antonios Pepanos    | Grèce    | 9 min 57 s 6 |
| 3    | Efstáthios Chorafás | Grèce    | Inconnu      |

### 1 200 mètresnage libre
Neuf nageurs au total prirent le départ,.
| Rang | Nageur                               | Pays       | Temps         |
| ---- | ------------------------------------ | ---------- | ------------- |
| 1    | Alfréd Hajós                         | Hongrie    | 18 min 22 s 2 |
| 2    | Joannis Andreou                      | Grèce      | 21 min 03 s 4 |
| 3    | Efstáthios Chorafás                  | Grèce      | Inconnu       |
| 4-8  | N. Kartavas                          | Grèce      | Inconnu       |
| 4-8  | Gardner Williams                     | États-Unis | Inconnu       |
| 4-8  | Trois autres nageurs, non identifiés |            | Inconnu       |
| –    | Paul Neumann                         | Autriche   | Non terminé   |

### 100 mètres nage libre pour marins
La course était réservée aux marins de la marine royale de Grèce : onze nageurs étaient inscrits mais seuls trois prirent le départ,.
| Rang | Nageur            | Pays  | Temps        |
| ---- | ----------------- | ----- | ------------ |
| 1    | Ioannis Malokinis | Grèce | 2 min 20 s 4 |
| 2    | Spyrídon Chazápis | Grèce | Inconnu      |
| 3    | Dimítrios Drívas  | Grèce | Inconnu      |

## Sources
- (en + de) [PDF] Rapport officiel des Jeux olympiques de 1896 sur le site de l'Amateur Athletic Foundation of Los Angeles.
- Emmanuel Auvray, « Les débuts de la natation olympique : de la pleine eau à la piscine standardisée (1896-1924) », Géographie et cultures, nos 120-121,‎ 2024, p. 139-159 (DOI https://doi.org/10.4000/11tj2, lire en ligne).
- (en) Bill Mallon et Tur Widlund, The 1896 Olympic Games : Results for All Competitors in All Events, with Commentary, Jefferson, McFarland & Company, 2009, 168 p. (ISBN 978-0-7864-4065-8, lire en ligne).
- (en) Michael LLewellyn Smith, Olympics in Athens, 1896, Londres, Profile Books, 2004, 290 p. (ISBN 1-86197-342-X).
- François Oppenheim, Histoire de la natation mondiale et française, Paris, Chiron, coll. « Chiron-Sports », 1977, 359 p. (ISBN 2-7027-0265-1).
- Thierry Terret, Histoire et diffusion de la natation sportive, Paris, L'Harmattan, coll. « Espaces et Temps du Sport », 1994, 224 p. (ISBN 2-7384-2768-5, lire en ligne).
- (fr) Données sur les médaillés olympiques, site du Comité international olympique.